# 트레이시앤 오버먼
트레이시앤 오버먼(영어: Tracy-Ann Oberman, 1966년 8월 25일 ~ )은 잉글랜드의 배우이다. 장수 TV 드라마 《이스트엔더스》의 주역 크리시 역으로 출연했으며, 우리에게는 《닥터 후》 2시즌 피날레에서 강한 인상을 남긴 이본 하트먼 캐릭터로 알려져 있다.

## 출연작 목록

### TV 드라마
| 연도    | 제목         | 원제       | 배역        | 비고              |
| ------- | ------------ | ---------- | ----------- | ----------------- |
| 2004-05 | 이스트엔더스 | EastEnders | 크리시 와츠 | 주역              |
| 2006    | 닥터 후      | Doctor Who | 이본 하트먼 | 2시즌 피날레 출연 |

### 영화
- 무민 더 무비(영어판) - 엄마 무민